# Belene (pracovní tábor)
Tábor Belene byl mimořádně krutý pracovní tábor, v němž komunistické Bulharsko věznilo, mučilo a likvidovalo politické vězně a asimilaci vzdorující Turky. Nacházel se na ostrově Belene, který leží při hranicích s Rumunskem mezi dvěma rameny Dunaje. Oficiálně měl tábor fungovat v letech 1949–1962, ve skutečnosti v pozměněné podobě fungoval až do roku 1989. Nyní je z něj památník připomínající politické vězně komunistického režimu v Bulharsku.